# Roca Corba
La Roca Corba és un cim rocós de 1.829,9 m alt situada a la carena que separa el terme comunal de Fontpedrosa del de Planès, tots dos de la comarca del Conflent, a la Catalunya del Nord.
Està situada a la zona nord-oest de la zona central del terme de Fontpedrosa i al nord-est del de Planès, al nord del Pla de Cedelles i al sud-est del Pic del Joquiner.